# Dia da OTAN
O Dia da OTAN é um dia que comemora a fundação da OTAN pela assinatura do Tratado do Atlântico Norte em 4 de abril de 1949. É celebrado em todos os países aliados, incluindo, mas não se limitando à Macedônia do Norte, e marcado no primeiro domingo de abril na Romênia (onde o feriado é conhecido como Ziua NATO).  No entanto, na Lituânia, é celebrado em 29 de março, em homenagem à sua adesão à OTAN em 2004.